# Сейтай
Сейтай (буквално: „добре подредено тяло“) обединява движения и техники за подреждане на тялото и възвръщане силите на тялото, базирани на психология на тялото. Сейтай е създаден от японеца Харучика Ногучи в Япония. Той също основава „Сейтай общество“ през 1956 година.
| „ | Сейтай е мощно телесно изкуство, богато и достъпно за всеки, който търси просто и естествено средство да поддържа живота си, своето тяло и здраве. В Япония Сейтай е познат и практикуван като изкуство за живеене и естествена медицина. Неговата цел е да подбуди човешкото същество да вземе активно в свои ръце съдбата си, ако иска да се върне в състояние на оптимално равновесие и здраве. Чрез докосване, или чрез движение, пътят на Сейтай се състои в това да събуди сетивата и да съживи живота в тялото. Целта е да центрира отново вниманието на човешкото същество по начин, който ще му позволи да възвърне отново тялото си и да се свърже с живота в него. | “ |
| Оливие Несмон, в продължение на 11 години ученик на Куниаки Имото, майстор по сейтай и доктор по медицина | |   |